# Шотландський фунт
Шотландський фунт (шотл. Pund Scots, англ. Pound Scots) — історична грошова одиниця Шотландії. Перебувала в обігу до 1707 року, після чого була замінена на Фунт стерлінгів.
Сьогодні часто «Шотландським фунтом» називають шотландську серію банкнот сучасних Британських Фунтів стерлінгів які символічно можна вважати наступниками оригінальних шотландських фунтів.

## Історія
Шотландський фунт був грошовою одиницею Шотландського королівства, карбування шотландських монет розпочато при королі Давиді I (1124-1153). Спочатку монети карбувалися за зразком англійського фунта стерлінгів. Шотландський фунт, як і англійський аналог, складався з 20 шилінгів чи 240 пенсів.
У XVI - XVII століттях карбувалася монета Мерк вартість якої становила ⅔ фунта.
Поступово, зі зниженням проби шотландських монет, вартість шотландського фунта до англійського фунта стерлінгів знижувалася. У 1603 році, коли король Шотландії Яків VI став королем Англії (ставши Яковом I), був зафіксований курс: 1 фунт стерлінгів = 12 шотландських фунтів. У 1707 році, з прийняттям Акта про унію і утворенням єдиної держави, шотландський фунт був вилучений з обігу.

## Сучасні банкноти
Сьогодні за дозволом Королівської Скарбниці три банки Шотландії (Банк Шотландії, Королівський банк Шотландії, Клайдсдейл банк) випускають банкноти фунта стерлінгів власного дизайну. Часто ці банкноти символічно називають «Шотландськими фунтами». Вони найчастіше зустрічаються в самій Шотландії, і не є усюди обов'язковими до прийому.
Нижче в таблиці наведений опис банкнот Банку Шотландії 2007 року випуску. На аверсах усіх них зображений портрет Вальтера Скотта, який був для шотландців більше ніж письменник. Він відродив історичну пам'ять народу, відкрив Шотландію для решти світу і в першу чергу для Англії.
| Current Series | Current Series | Current Series | Current Series | Current Series | Current Series                                       |
| Зображення     | Зображення     | Номінал        | Основний колір | Опис           | Опис                                                 |
| Аверс          | Реверс         | Номінал        | Основний колір | Аверс          | Реверс                                               |
| -------------- | -------------- | -------------- | -------------- | -------------- | ---------------------------------------------------- |
|                |                | 5 фунтів       | Синій          | Вальтер Скотт  | Пам'ятник Роберту Бернзу, та міст Brig O'Doon        |
|                |                | 10 фунтів      | Коричневий     | Вальтер Скотт  | Гленфінанський віадук                                |
|                |                | 20 фунтів      | Фіолетовий     | Вальтер Скотт  | Міст Форт-Брідж, за ним Форт-Роуд                    |
|                |                | 50 фунтів      | Зелений        | Вальтер Скотт  | Фолкеркське колесо, єдиний у світі ліфт для кораблів |
|                |                | 100 фунтів     | Червоний       | Вальтер Скотт  | Міст Кессок                                          |